# Buka (isola)
Buka è un'isola di Papua Nuova Guinea.

## Geografia
L'isola di Buka è un'isola di origine vulcanica lunga 52 km e larga 18 km, posizionata nella parte più settentrionale delle Isole Salomone e separata a sud-est dall'isola di Bougainville dallo stretto passaggio omonimo, largo tra i 300 e i 1.070 metri.
Il territorio è principalmente pianeggiante. La costa orientale, battuta dai venti oceanici per gran parte dell'anno, presenta scogliere elevate e poche spiagge rocciose. Lungo la costa occidentale si estende una piccola catena montuosa, il Richard Parkinson Range, che culmina a 458 m nel monte Bei. Il centro principale è Buka Town, situato proprio sul passaggio Buka, dove è presente un aeroporto. Le precipitazioni sono abbondanti e raggiungono i 2.500 mm annui. Barriere coralline sono presenti al largo delle coste occidentali e meridionali.
Il clima è tropicale umido. Il terreno, originariamente ricoperto di foresta pluviale, è stato riconvertito principalmente in piantagioni di cacao e di palme da cocco per la produzione di copra.

## Storia
Reperti archeologici hanno rivelato che Buka è stata occupata dall'uomo da almeno 28.000 anni. Visitata per la prima volta da un navigatore europeo, Philip Carteret, nel 1767 e chiamata inizialmente Winchelsea, divenne protettorato tedesco nel 1885 fino al 1920, quando, dopo la fine della prima guerra mondiale, divenne parte di un Mandato della Società delle Nazioni  assegnato in amministrazione all'Australia. Invasa dalle truppe giapponesi nel 1942 fu liberata alla fine della seconda guerra mondiale ed affidata nuovamente all'Australia in amministrazione fiduciaria dall'ONU insieme ai territori della Nuova Guinea fino all'indipendenza di quest'ultima nel 1975. Nel 1990, conseguentemente alle insurrezioni indipendentiste dei ribelli di Bougainville, anche Buka fu teatro di violente rivolte. Solo nel 2001 fu raggiunto un accordo di pace e nel 2005 queste due isole ed altre più piccole limitrofe divennero territorio autonomo. Il centro amministrativo di questa regione fu quindi trasferito proprio a Buka.